# Fredrika Bremer-förbundet
Fredrika Bremer Förbundet (FBF) är en av Sveriges äldsta kvinnoorganisationer. Det är en idéburen organisation som är partipolitiskt och religiöst obunden och välkomnar alla, oavsett könsidentitet, som medlemmar. FBF arbetar sedan länge med en rad olika frågor, men de tre fokusfrågorna är: ”Fler kvinnor där makten finns”, ”fler män där barnen finns” samt jämställda löner.

## Verksamhet
Fredrika Bremer-förbundet består av ett tjugotal lokala kretsar och kretsförbund som finns över hela Sverige. Kretsarna erbjuder en rad olika programkvällar och aktiviteter. Förbundet samarbetar med andra organisationer, både nationellt och internationellt, för att lägga tyngd bakom sina åsikter. Verksamheten är dels opinionsbildande, där man även är en tung remissinstans för jämställdhetsfrågor, dels att dela ut pengar i form av bidrag och stipendier från ett stort antal fonder och stiftelser. Fredrika Bremer-förbundet har en representant i regeringens jämställdhetsråd. Förbundets tidskrift Hertha, världens äldsta kvinnotidning, utkommer två gånger per år.

## Historia
Förbundet bildades 1884 av Sophie Adlersparre och uppkallades efter författaren och kvinnorättskämpen Fredrika Bremer.
Vid sitt grundande hade förbundet som syfte att upplysa kvinnor om deras rättigheter och verka för att de utnyttjade dessa rättigheter, som att till exempel ingå i styrelser för anstalter, samt att informera kvinnor som var berättigade att rösta i kommunalvalen. Förbundets byrå fungerade också som rådgivningsbyrå för kvinnor inom ekonomiska, juridiska och medicinska frågor. Förbundet hade från sitt grundande en framgångsrik funktion som arbetsförmedling för kvinnor. År 1890 hade det fyra heltidsanställda kvinnor på sin byrå i Stockholm för att utföra dessa tjänster.
Svenska Kvinnors Nationalförbund, Landsföreningen för kvinnans politiska rösträtt och Fredrika-Bremer-Förbundet bildade 1914 Kvinnornas uppbåd, som verkade för nödhjälp under första världskriget.
År 1915 testamenterade armeniern Norayr de Byzance, som varit bosatt i Stockholm och gift med hovfotografen Selma Jacobsson, sin förmögenhet till förbundet.
1937 tog förbundet initiativ till bildandet av Kommittén för ökad kvinnorepresentation.
Fredrika Bremer-förbundet är medlem i International Alliance of Women, den historiskt dominerande internationella kvinnoorganisationen som arbetade för rösträtten, och där även förbundets norska systerförbund Norsk Kvinnesaksforening (även grundat 1884) är medlem.

## Ordförande
Följande personer har varit ordförande för Fredrika Bremer-förbundet:
- 1884–1903: Hans Hildebrand
- 1903–1920: Agda Montelius
- 1920–1937: Lizinka Dyrssen
- 1937–1949: Hanna Rydh
- 1949–1958: Elsa Ewerlöf
- 1958–1959: Elin Lauritzen
- 1959–1961: Inger Leijonhufvud
- 1961–1967: Anna-Greta Hybbinette
- 1967–1970: Astrid Schönberg
- 1970–1976: Karin Ahrland
- 1976–1982: Birgitta Wistrand
- 1982–1985: Monica Påhlsson
- 1985–1989: Gerd Forssell
- 1989–1990: Ann Egefalk
- 1990–1991: Eivor Lilja

- 1991–1997: Inge Garstedt
- 1997–2000: Anna-Karin Sjöstrand
- 2000–2004: Irene Rundberg
- 2004–2008: Ann Falkinger
- 2008–2013: Birgitta Wistrand
- 2013–2018: Louise Lindfors
- 2018–2019: Ulrika Kärnborg/tf Christina Knight
- 2020–idag: Camilla Wagner